# Pulau Laut Tengah
Pulau Laut Tengah (indonez. Kecamatan Pulau Laut Tengah) – kecamatan w kabupatenie Kotabaru w prowincji Borneo Południowe w Indonezji.
Kecamatan ten leży w zachodniej części wyspy Laut na Cieśninie Makasarskiej. Od północy graniczy z kecamatanem Pulau Laut Utara, od wschodu z kecamatanami Pulau Laut Timur i Pulau Laut Selatan, a od południa z kecamatanem Pulau Laut Barat.
W 2010 roku kecamatan ten zamieszkiwało 9 385 osób, z których 100% stanowiła ludność wiejska. Mężczyzn było 4 923, a kobiet 4 462. 9 276 osób wyznawało islam.
Znajdują się tutaj miejscowości: Mekar Pura, Pantai Baru, Salino, Sungai Pasir, Selaru, Semisir, Sungup Kanan.